# Néant (philosophies orientales)
Ne doit pas être confondu avec Néant (philosophies occidentales).
Le néant est, en philosophie métaphysique, un concept transcendant les êtres et les choses dans leurs aspects essentiel et substantiel selon les traditions orientales, qui ont proposé des approches philosophiques mais aussi existentielles pour rompre son lien originel à la notion d'être, depuis le Veda hindou, puis le Bouddhisme, jusqu'au Zen japonais contemporain.[style à revoir]

## De l'Inde védique au Zen japonais
« L'étude des textes, menée avec les seuls moyens à notre disposition, c'est-à-dire les méthodes d'analyse et les catégories logico-métaphysiques de la pensée occidentale, ne peut, par définition, permettre de dégager les postulats implicites de toutes ces constructions doctrinales. Le semblable connaît le semblable et nos catégories ne révèlent, dans la philosophie indienne, que ce qui leur est par avance homogène. »

— Michel Hulin

### Les origines indiennes
« Il n'y avait pas l'être, il n'y avait pas le non-être en ce temps (...)

D'abord se développa le Désir,

qui fut le premier germe de la Pensée.

Cherchant avec réflexion dans leurs âmes,

les Sages trouvèrent dans le non-être le lien de l'être »

— Le Veda Hymnes - Cosmogonie
La pensée indienne est marquée dès l'origine par l'apophatisme, privilégiant les approches négatives de l'Absolu en particulier avec l'usage du tétralemme (catuskoti), structure typique de la pensée indienne sans équivalent dans la pensée grecque, et par la notion de coproduction conditionnée (pratitya samutpada) issue de la pensée védique. Le Bouddhisme, surtout l'école Madhyamaka, reprend et amplifie ces notions dans l'approche négative d'une « dialectique purgative et abolitive ».
La vacuité est la conséquence de la coproduction conditionnée, ce n'est ni le vide ni la non-existence, c'est l'impermanence des choses et des êtres, l'absence de nature propre, la relativité universelle. Elle est vécue dans l'éveil comme une intention sans objet ni sujet, sans contenant ni contenu. La notion de vacuité est principalement essentielle, et celle de néant plutôt substantielle, mais les deux termes sont parfois utilisés indifféremment, par les auteurs ou les traducteurs.

### Nagarjuna et Dogen
Nagarjuna et Dogen sont les deux penseurs qui ont le plus marqué la réflexion autour des notions de « néant » et de « vacuité » dans l'histoire du bouddhisme. Leurs réflexions ont été reprises à l'intérieur de nombreuses philosophies autour de la notion de néant.
Le sanskrit sunyata a une portée purement métaphysique chez Nagarjuna (Inde, IIIe siècle). Sa rhétorique est purement ablative, réductrice, abolitive, vers une déconstruction. Mettant en œuvre le tétralemme comme méthode de réflexion, il réfute toute argumentation de la logique aristotélicienne, sans pour autant se croire contraint à fournir une contrepartie positive. Il n'avance ainsi aucune proposition, aucune thèse portant sur des existences : la vacuité n'est pas l'affirmation positive de l'inexistence des choses, mais la libération d'un problème mal posé : « le sage ne se tient même pas au milieu [référence au Madhyamaka] » puisque les couples en opposition dialectique ont disparu.

« Ceux qui croient voir être en soi / être différent, être / non-être, ceux-là ne voient pas la vraie nature des choses, enseignée par les Buddha. »

— Nagarjuna, Stances du milieu par excellence - 15,6
Si sunyata évoque plutôt une transcendance s'ouvrant vers l'au-delà de la pensée, la notion de vacuité dans la culture japonaise, lorsqu'elle est exprimée par ku, dans le bouddhisme Zen (surtout avec Dogen au XIIIe siècle), est colorée d'une certaine concrétude (l'air, le ciel), transcendance qui s'ouvre vers l'ici-bas. Ainsi, Dogen interroge « La terre, est-ce un être réel, est-ce un non-être réel ? » et pose la question du manque à être, au fond. La totalité de la terre et du monde, du dharma et de l'apprésentation sont d'eux-mêmes espace vide, le corps dharmique du Buddha est cet espace vide. Il s'applique ensuite à vider le vide : ni réifier, ni l'absolutiser, ni l'éterniser.

### La philosophie japonaise
Au XXe siècle, les philosophes de l'École de Kyoto ont cherché à rapprocher les traditions orientales et occidentales (dans leur forme et leurs méthodes) pour élaborer une philosophie japonaise originale à partir des spiritualités orientales traditionnelles. Trois philosophes de cette École, maîtres zen ou simple pratiquant, ont ainsi formalisé l'enseignement du Zen relatif au concept de néant, particulièrement le Madhyamaka, en se référant à Nagarjuna et Dôgen qu'ils citent fréquemment.
Dans l'ordre croissant de leur effort d'adaptation au formalisme occidental :
- Keiji Nishitani pour qui le néant ne peut être qu'un vécu, conformément au Bouddhisme, évoquant l'expérience religieuse du satori ;

- Kotoryu Yamauchi, qui introduit le néant par la logique du tétralemme de Nagarjuna en l'opposant à la logique aristotélicienne ;

- Kitarō Nishida, élaborant une théorie topologique de la notion de néant au lieu de l'approche ontologique occidentale.

## L'École de Kyoto

### Nishitani: le néant vécu
« La personne, en union avec le néant absolu, s'actualise en tant que manifestation du néant absolu. Elle s'actualise comme une forme du sans-forme. (...) Tant que le néant n'est pas un néant vivant et tant que la compréhension n'est pas une conversion existentielle, tout cela restera incompréhensible »

— Keiji Nishitani Qu'est-ce que la religion ?
Nishitani est, parmi les philosophes de l'École de Kyoto, celui qui se réfère le plus explicitement au Zen, en particulier à Maître Dôgen pour approfondir absolument le dépassement de la dualité Sujet / Objet, dans les termes de la philosophie occidentale. Il met en œuvre une forme poétique : « à force de méditer la chose, dire la chose, on devient la chose, sujet et objet vibrant ensemble » et les préférences japonaises séculaires avec « son goût pour la réduction à l'essentiel et au concret, pour la réduction du transcendant à l'immanent, préférant la simplicité pratique à la complexité doctrinale ».
Il rappelle d'abord les niveaux ontique de l'être, puis celui néantifiant (par la raison) du nihil puis souligne qu'il ne peut y avoir une entité « néant » qui serait une notion négative s'opposant à ce qui est. Le véritable néant, le néant absolu est l'absence même de néant néantifié. Ce néant absolu qui ne peut être un concept ne peut donc pas être pensé ou regardé, et ne peut alors être qu'un néant vécu. Il ne s'agit pas d'un retournement conceptuel mais d'un retournement existentiel, d'une conversion. Ce principe de « conversion » est déjà proposé au IVe siècle en Inde par Asanga, fondateur de l'école Yogacara, il désigne un retournement du complexe psycho-somatique (asrayaparavrtti) dans le cadre précisément d'une démarche non pas spéculative mais thérapeutique, et ne doit pas être assimilé à la notion d'« intuition intellectuelle » de la philosophie européenne. Par cette conversion, le soi personnel s'affranchit du mode d'être centré sur la personne, le « il n'y a rien » s'ouvre plus en deçà dans le soi, qui se l'approprie et dont l'existence devient la réalisation du néant.
Nishitani cite Bashô à propos de notre manière d'être à nous lorsque nous nous tenons en ce champ, en notre « en-soi », lorsque nous sommes rentrés à la « source » de nous-mêmes, qui s'établit dans un horizon où « restant à l'extérieur du vide, on ne pénètre pas le monde ; restant à l'extérieur du monde, on ne pénètre pas le vide ; pour quelle raison ? parce qu'il n'y pas de différence entre le vide et le monde ». Si une telle chose [habiter le monde, c'est habiter le vide] est possible, c'est parce qu'il s'agit de la position du néant absolu et que cette position est celle de l'absolu néant identique à l'être, de l'être identique au néant.

« C'est dire que le tout en lequel l'être est identique au néant, le néant identique à l'être, est l'un. »

— Nishitani, Qu'est-ce que la religion ?
Le néant vécu fait référence au satori du bouddhisme zen, et en:Jan Van Bragt exprime, dans une note à sa traduction de l'ouvrage de Nishitani (voir encadré), le vécu de cette expérience personnelle.

### Yamauchi: le néant par le tétralemme
« La culture occidentale est un système du logos, alors que la culture orientale est une méthode du lemme. Le logos s'est déployé en une logique, mais le lemme aussi a déployé une logicité,. »

— Yamauchi Logos et lemme
Tokuryû Yamauchi (1890-1982), est un élève de Kitarō Nishida, professeur à l'Université Impériale de Kyôto, chercheur éclectique, il fut l'un des principaux introducteurs au Japon de la phénoménologie et de l'existentialisme.
Yamauchi se place dans la continuité de la réflexion de Bhavaviveka, puis de Nagarjuna et Chandrakirti en voulant « mettre au clair la position du néant » et cite les principaux classiques de ces écoles bouddhiques du Mahayana [124]. Il rappelle que les tenants de l'école Madhyamika professaient que le vide est la nature propre des êtres et que ses enseignements sont toujours exprimés sous forme négative, niant ainsi l'être. Il reprend la distinction bouddhique entre le néant profane qui est une négation opposée à une affirmation : « la cruche n'est pas dans la maison », et le néant suprême qui transcende affirmation et négation : « le vent n'a pas de couleur » [125].
- Définition : le logos est le système logique aristotélicien prenant en compte le principe du tiers exclu. Une proposition P ne peut prendre que deux valeurs de vérité, (1) P - (2) ~P[n 5].
- Définition : le tétralemme est un système logique qui considère pour une proposition P quatre possibilités de vérité, complétant le logos par (3) ni P ni ~P - (4) P et ~P. Dans cette série, Yamauchi place significativement et catégoriquement la double négation en troisième position contrairement à l'usage courant, en considérant qu'elle conditionne la possibilité de la quatrième.

Le néant suprême (ou absolu) correspond à la troisième position du tétralemme niant la chose et sa négation, rendant possible à la fois affirmation et négation et s'inscrivant ainsi dans la notion de 即 (soku) qui lie l'affirmation et la négation immédiatement et sans médiation [126]. Le Madhyamaka considère que la vérité absolue est dans la négation des quatre lemmes.
Dans le Nyaya, antérieur au Madhyamika, la négation était un objet : le néant. Depuis Dharmakirti on considère que la négation n'est pas une perception immédiate, mais une déduction par inférence. La négation ne peut plus être considérée comme un objet (objet de connaissance) puisqu'elle n'est pas une perception immédiate, et doit par conséquent être considérée comme un acte (moyen de connaissance) [127]. Nagarjuna puis Chandrakirti ont développé la logique du tétralemme face à la logique du logos [128].
- Définition  : La coattente (décliné en coattentif) désigne l'état de coproduction conditionnée « ceci étant, cela est », notion fondamentale du bouddhisme.

Alors que la contradiction et la dialectique caractérisent le logos avec le « tiers exclu » (P ou ~P), c'est la coattente et la simultanéité qui caractérisent le troisième lemme du tétralemme (ni P ni ~P). La coattente implique que tous les êtres sont vides métaphoriquement puisqu'ils résultent de causes et conditions. Mais ces assemblages n'existant pas non plus, on ne peut dire d'une chose ni qu'elle existe ni qu'elle n'existe pas : c'est l'orthodoxie bouddhiste, voie du milieu. La coattente met les deux termes dans la relativité d'une attente mutuelle, contrairement à la dialectique qui les fait se succéder. Mais Yamauchi précise qu'elle « n'est pas seulement relativité, c'est parce qu'on s'y attend mutuellement qu'elle exige la relativisation (...) Plutôt que de s'attendre l'un l'autre parce qu'on est relatif, c'est parce qu'on s'attend qu'on est relatif ».
Dans le cadre du logos, où les deux termes contradictoires P et ~P sont relatifs l'un à l'autre, le contraire du relatif est l'absolu et Yamauchi poursuit ainsi l'opposition entre logos et tétralemme :
- Définition  : L' abtention (décliné en abtendu et abtentif), dans le cadre du troisième lemme, est à la coattente ce que l'absolu est au relatif dans le cadre du logos : l'absolu s'oppose au relatif, l'abtention met fin à la coattente, elle altermédie le coattentif  [140].

| Système    | Principe                 | Relation   | Dépassement                       |
| ---------- | ------------------------ | ---------- | --------------------------------- |
| Logos      | Tiers exclu : P ou ~P    | Opposition | L'Absolu, contraire du relatif    |
| Tétralemme | Tiers lemme : ni P ni ~P | Coattente  | L'Abtentif qui cesse la coattente |

Yamauchi peut alors introduire sa définition du néant :
- Définition  : Le néant « c'est l'abtendu qui, en cessant la coproduction conditionnée (l'attente de...), où sont tous les existants, doit être le néant ». De même que ce qui est en vis-à-vis du relatif est l'absolu, ce qui est contraire au coattentif est le néant.

« Le vide n'existe pas en tant que vide. Il est ce qui fait exister toute chose en tant que telle, comme cela dans sa relation avec les autres. (...) Ce n'était bien entendu pas la négation opposée à l'affirmation, ni la négation s'affirmant elle-même. Il fallait que ce fut la négation en ce qu'elle nie même la négation, c'est-à-dire la négation absolue. Non, plutôt que la négation absolue, il faut que ce soit la négation abtendue. »

— T. Yamauchi, Vis-à-vis et coattente

### Nishida: une topologie du néant
« Le client d'un café à Vienne : « S'il vous plaît, un café. Mais surtout, un café sans crème ! » Le maître d'hôtel, très formel : « Impossible, Monsieur, aujourd'hui nous n'avons pas de crème »,. »

— Guy Bugault L'Inde pense-t-elle ?
Kitarō Nishida est surtout connu, en Occident, pour sa philosophie métaphysique. Il tente de mettre en relation les spiritualités de la tradition asiatique et la pensée occidentale. Ainsi la notion nishidienne de « lieu » semble évoquer la « khôra » platonicienne, mais Nishida s'en démarque : la khôra, qui reçoit n'est pas le lieu, qui unifie,.
Selon Nishida, la pensée ontologique découpe et isole la signification de l'être, que la volonté pure, phénomène continu qui alimente la pensée elle-même, unifie. La pensée découpe causalement et temporellement la volonté en phénomènes, et l'existence objective des choses est affectée par cette différenciation. L'approche de Nishida consiste à dépasser cette opposition ontologique dans le cadre d'une approche topologique d'unification [358]. Il distingue pour cela trois niveaux d'existence, où exister n'est plus être mais « se trouver dans », c'est-à-dire « corrélé à... au sein de... », en progressant en direction de l'universel du prédicat [361].
- Lieu de l' être déterminé, de l' acte : les êtres y sont déterminés en ce qu'ils possèdent un contenu[n 12]. Les êtres et les actes, leurs qualités, y sont distingués substantiellement, c'est le monde de la connaissance. Ils subsistent en soi et ne s'opposent à rien, c'est le lieu de l'identité métaphysique A = A.
- Lieu du néant oppositionnel, du jugement : par une « désubstantialisation », il ménage le vide nécessaire à une opposition des contenus : A <> B, opposition sujet / objet, opposition ce qui est / ce qui n'est pas, néant pensé.

- Lieu du néant absolu, de la volonté absolue[n 11] : par une « désontologisation », négation de la pensée. Il ne s'agit pas de la négation simple de la pensée (qui ramènerait au néant oppositionnel) mais de son absence, qui permet de penser la non-pensée :  le néant absolu est alors ce qu'il y a de plus irrationnel, réalité ultime, et en quoi le rationnel se trouve [355 - 377].

Nishida prolonge cette réflexion topologique des lieux et des universels (du jugement, de l'éveil à soi, de l'intelligible) dans une perspective religieuse (au sens japonais de ce terme) pour aboutir à une néantisation du soi, un « voir sans voyant » supprimant toute opposition entre noème et noèse transcendants, à un niveau au-delà de cette distinction noèse-noème : « l'éveil à soi du néant absolu » (encadré).